# 加利福尼亞州第三國會選區
加利福尼亞州第三國會選區（英語：California's 3rd congressional district）覆蓋加州東部地區，當中包括薩克拉門托縣、索拉诺县、阿爾派恩縣、阿默多县和卡拉韦拉斯县的一部份。
該選區目前的聯邦眾議員為共和黨籍的凱文·基利。

## 選區議員列表
| 代表 (駐地)                    | 政黨   | 國會                          | 年                                                                                         | 選舉歷史 | 區域位置 |
| ------------------------------ | ------ | ----------------------------- | ------------------------------------------------------------------------------------------ | --- | --- |
| 選區成立於1865年3月4日         |        |                               |                                                                                            | | |
| 約翰·比德韋爾 (奇科)           | 共和黨 | 1865年3月4日 – 1867年3月3日   | 第39屆                                                                                     | 1864年當選。 退休。 | 1865–1885 比尤特縣、科盧薩縣、德爾諾特縣、 洪堡縣、萊克縣、拉森縣、馬林縣、 門多西諾縣、莫多克縣、納帕縣、 普盧默斯縣、沙斯塔縣、謝拉縣、 錫斯基尤縣、索拉諾縣、索諾瑪縣、 薩特縣、蒂黑馬縣、特里尼蒂縣、 約洛縣和尤巴縣 |
| 詹姆斯·A· 約翰遜 (聖羅莎)      | 民主黨 | 1867年3月4日 – 1871年3月3日   | 第40屆 第41屆                                                                              | 1867年當選。 1868年當選連任。 退休。 | 1865–1885 比尤特縣、科盧薩縣、德爾諾特縣、 洪堡縣、萊克縣、拉森縣、馬林縣、 門多西諾縣、莫多克縣、納帕縣、 普盧默斯縣、沙斯塔縣、謝拉縣、 錫斯基尤縣、索拉諾縣、索諾瑪縣、 薩特縣、蒂黑馬縣、特里尼蒂縣、 約洛縣和尤巴縣 |
| 約翰·M·科格蘭 (休森市)         | 共和黨 | 1871年3月4日 – 1873年3月3日   | 第42屆                                                                                     | 1871年當選連任。 競選連任失利。 | 1865–1885 比尤特縣、科盧薩縣、德爾諾特縣、 洪堡縣、萊克縣、拉森縣、馬林縣、 門多西諾縣、莫多克縣、納帕縣、 普盧默斯縣、沙斯塔縣、謝拉縣、 錫斯基尤縣、索拉諾縣、索諾瑪縣、 薩特縣、蒂黑馬縣、特里尼蒂縣、 約洛縣和尤巴縣 |
| 約翰·K· 勒特雷爾 (聖羅莎))}}   | 民主黨 | 1873年3月4日 – 1879年3月3日   | 第43屆 第44屆 第45屆                                                                       | 1872年當選。 1875年當選連任。 1876年當選連任。 退休。 | 1865–1885 比尤特縣、科盧薩縣、德爾諾特縣、 洪堡縣、萊克縣、拉森縣、馬林縣、 門多西諾縣、莫多克縣、納帕縣、 普盧默斯縣、沙斯塔縣、謝拉縣、 錫斯基尤縣、索拉諾縣、索諾瑪縣、 薩特縣、蒂黑馬縣、特里尼蒂縣、 約洛縣和尤巴縣 |
| 坎貝爾·P·貝里 (惠特維爾)       | 民主黨 | 1879年3月4日 – 1883年3月3日   | 第46屆 第47屆                                                                              | 1879年當選。 1880年當選連任。 退休。 | 1865–1885 比尤特縣、科盧薩縣、德爾諾特縣、 洪堡縣、萊克縣、拉森縣、馬林縣、 門多西諾縣、莫多克縣、納帕縣、 普盧默斯縣、沙斯塔縣、謝拉縣、 錫斯基尤縣、索拉諾縣、索諾瑪縣、 薩特縣、蒂黑馬縣、特里尼蒂縣、 約洛縣和尤巴縣 |
| 巴克萊·亨利 (聖羅莎)           | 民主黨 | 1883年3月4日 – 1885年3月3日   | 第48屆                                                                                     | 1882年當選。 重劃至第1國會選區。 | 1865–1885 比尤特縣、科盧薩縣、德爾諾特縣、 洪堡縣、萊克縣、拉森縣、馬林縣、 門多西諾縣、莫多克縣、納帕縣、 普盧默斯縣、沙斯塔縣、謝拉縣、 錫斯基尤縣、索拉諾縣、索諾瑪縣、 薩特縣、蒂黑馬縣、特里尼蒂縣、 約洛縣和尤巴縣 |
| 約瑟夫·麥肯納 (休森市)         | 共和黨 | 1885年3月4日 – 1892年3月28日  | 第49屆 第50屆 第51屆 第52屆                                                                | 1884年當選。 1886年當選連任。 1888年當選連任。 1890年當選連任。 辭職成為美國巡迴法官。 | 1885–1895 阿拉米達縣、康特拉科斯塔縣、 馬林縣、薩克拉門託縣、 索拉諾縣和約洛縣 |
| 空缺                           | 空缺   | 1892年3月28日 – 1892年12月5日 | 第52屆                                                                                     | | 1885–1895 阿拉米達縣、康特拉科斯塔縣、 馬林縣、薩克拉門託縣、 索拉諾縣和約洛縣 |
| 塞繆爾·G·希爾伯恩 (奧克蘭)     | 共和黨 | 1892年12月5日 – 1894年4月4日  | 第52屆 第53屆                                                                              | 競選失利。 | 1885–1895 阿拉米達縣、康特拉科斯塔縣、 馬林縣、薩克拉門託縣、 索拉諾縣和約洛縣 |
| 沃倫·B· 英格利甚 (奧克蘭)      | 民主黨 | 1894年4月4日 – 1895年3月3日   | 第53屆                                                                                     | 贏得選舉。 競選連任失利。 | 1895–1903 阿拉米達縣、科盧薩縣、 康特拉科斯塔縣、格倫縣、 萊克縣、索拉諾縣和約洛縣 |
| 塞繆爾·G· 希爾伯恩 (奧克蘭)    | 共和黨 | 1895年3月4日 – 1899年3月3日   | 第54屆 第55屆                                                                              | 1894年當選。 1896年當選連任。 失去連任提名。 | 1895–1903 阿拉米達縣、科盧薩縣、 康特拉科斯塔縣、格倫縣、 萊克縣、索拉諾縣和約洛縣 |
| 維克多·H·梅特卡夫 (奧克蘭)     | 共和黨 | 1899年3月4日 – 1904年7月1日   | 第56屆 第57屆 第58屆                                                                       | 1898年當選。 1900年當選連任。 1902年當選連任。 辭職成為美國商務和勞工部長。 | 1895–1903 阿拉米達縣、科盧薩縣、 康特拉科斯塔縣、格倫縣、 萊克縣、索拉諾縣和約洛縣 |
| 維克多·H·梅特卡夫 (奧克蘭)     | 共和黨 | 1899年3月4日 – 1904年7月1日   | 第56屆 第57屆 第58屆                                                                       | 1898年當選。 1900年當選連任。 1902年當選連任。 辭職成為美國商務和勞工部長。 | 1903–1913 阿拉米達縣、康特拉科斯塔縣和 索拉諾縣 |
| 空缺                           | 空缺   | 1904年7月1日 – 1904年11月8日  | 第58屆                                                                                     | | |
| 約瑟夫·R·諾蘭 (阿拉米達)       | 共和黨 | 1904年11月8日 – 1913年3月3日  | 第58屆 第59屆 第60屆 第61屆 第62屆                                                         | 當選完成梅特卡夫的任期。 1904年當選連任。 1906年當選連任。 1908年當選連任。 1910年當選連任。 重劃至第6國會選區。 | |
| 查爾斯·F·庫里 (三藩市)         | 共和黨 | 1913年3月4日– 1930年10月10日  | 第63屆 第64屆 第65屆 第66屆 第67屆 第68屆 第69屆 第70屆 第71屆                             | 1912年當選。 1914年當選連任。 1916年當選連任。 1918年當選連任。 1920年當選連任。 1922年當選連任。 1924年當選連任。 1926年當選連任。 1928年當選連任。 在任內去世。                                                                                 | 1913–1933 康特拉科斯塔縣、納帕縣、 薩克拉門託縣、聖華金縣、 索拉諾縣和約洛縣 |
| 空缺                           | 空缺   | 1930年10月11日 – 1931年3月3日 | 第71屆                                                                                     | | 1913–1933 康特拉科斯塔縣、納帕縣、 薩克拉門託縣、聖華金縣、 索拉諾縣和約洛縣 |
| 查爾斯·F·庫里二世 薩克拉門託)  | 共和黨 | 1931年3月4日 – 1933年3月3日   | 第72屆                                                                                     | 1930年當選。 競選連任失利。 | 1913–1933 康特拉科斯塔縣、納帕縣、 薩克拉門託縣、聖華金縣、 索拉諾縣和約洛縣 |
| 弗蘭克·H·巴克 (瓦卡維爾)       | 民主黨 | 1933年3月4日 – 1942年9月17日  | 第73屆 第74屆 第75屆 第76屆 第77屆                                                         | 1932年當選。 1934年當選連任。 1936年當選連任。 1938年當選連任。 1940年當選連任。 任內去世。 | 1933–1953 納帕縣、薩克拉門託縣、 聖華金縣、索拉諾縣和約洛縣 |
| 空缺                           | 空缺   | 1942年9月17日 – 1943年1月3日  | 第77屆                                                                                     | | 1933–1953 納帕縣、薩克拉門託縣、 聖華金縣、索拉諾縣和約洛縣 |
| J·勒羅伊·約翰遜 (斯托克頓)     | 共和黨 | 1943年1月3日 – 1953年1月3日   | 第78屆 第79屆 第80屆 第81屆 第82屆                                                         | 1942年當選連任。 1944年當選連任。 1946年當選連任。 1948年當選連任。 1950年當選連任。 重劃至第11國會選區。 | 1933–1953 納帕縣、薩克拉門託縣、 聖華金縣、索拉諾縣和約洛縣 |
| 約翰·衣·莫斯s (薩克拉門托)     | 民主黨 | 1953年1月3日 – 1978年12月31日 | 第83屆 第84屆 第85屆 第86屆 第87屆 第88屆 第89屆 第90屆 第91屆 第92屆 第93屆 第94屆 第95屆 | 1952年當選。 1954年當選連任。 1956年當選連任。 1958年當選連任。 1960年當選連任。 1962年當選連任。 1964年當選連任。 1966年當選連任。 1968年當選連任。 1970年當選連任。 1972年當選連任。 1974年當選連任。 1976年當選連任。 退休並於任期未滿前辭職。 | 1953–1963 科盧薩縣、格倫縣、薩克拉門託縣、 薩特縣、約洛縣和尤巴縣 |
| 約翰·衣·莫斯s (薩克拉門托)     | 民主黨 | 1953年1月3日 – 1978年12月31日 | 第83屆 第84屆 第85屆 第86屆 第87屆 第88屆 第89屆 第90屆 第91屆 第92屆 第93屆 第94屆 第95屆 | 1952年當選。 1954年當選連任。 1956年當選連任。 1958年當選連任。 1960年當選連任。 1962年當選連任。 1964年當選連任。 1966年當選連任。 1968年當選連任。 1970年當選連任。 1972年當選連任。 1974年當選連任。 1976年當選連任。 退休並於任期未滿前辭職。 | 1963–1967 薩克拉門託縣 |
| 約翰·衣·莫斯s (薩克拉門托)     | 民主黨 | 1953年1月3日 – 1978年12月31日 | 第83屆 第84屆 第85屆 第86屆 第87屆 第88屆 第89屆 第90屆 第91屆 第92屆 第93屆 第94屆 第95屆 | 1952年當選。 1954年當選連任。 1956年當選連任。 1958年當選連任。 1960年當選連任。 1962年當選連任。 1964年當選連任。 1966年當選連任。 1968年當選連任。 1970年當選連任。 1972年當選連任。 1974年當選連任。 1976年當選連任。 退休並於任期未滿前辭職。 | 1967–1975 薩克拉門託縣 (薩克拉門託市) |
| 約翰·衣·莫斯s (薩克拉門托)     | 民主黨 | 1953年1月3日 – 1978年12月31日 | 第83屆 第84屆 第85屆 第86屆 第87屆 第88屆 第89屆 第90屆 第91屆 第92屆 第93屆 第94屆 第95屆 | 1952年當選。 1954年當選連任。 1956年當選連任。 1958年當選連任。 1960年當選連任。 1962年當選連任。 1964年當選連任。 1966年當選連任。 1968年當選連任。 1970年當選連任。 1972年當選連任。 1974年當選連任。 1976年當選連任。 退休並於任期未滿前辭職。 | 1975–1983 薩克拉門託縣東部三分之二地區 |
| 空缺                           | 空缺   | 1978年12月31日 – 1979年1月3日 | 第95屆                                                                                     | | |
| 鮑勃·松井 (薩克拉門托)         | 民主黨 | 1979年1月3日 – 1993年1月3日   | 第96屆 第97屆 第98屆 第99屆 第100屆 第101屆 第102屆                                        | 1978年當選。 1980年當選連任。 1982年當選連任。 1984年當選連任。 1986年當選連任。 1988年當選連任。 1990年當選連任。 重劃至第5國會選區。 | |
| 鮑勃·松井 (薩克拉門托)         | 民主黨 | 1979年1月3日 – 1993年1月3日   | 第96屆 第97屆 第98屆 第99屆 第100屆 第101屆 第102屆                                        | 1978年當選。 1980年當選連任。 1982年當選連任。 1984年當選連任。 1986年當選連任。 1988年當選連任。 1990年當選連任。 重劃至第5國會選區。 | 1983–1993 薩克拉門託縣 (薩克拉門託市和東郊) |
| 維克·法齊奧 (薩克拉門託)       | 民主黨 | 1993年1月3日 – 1999年1月3日   | 第103屆 第104屆 第105屆                                                                    | 自第4國會選區重劃而成並於 1992年當選連任。 1994年當選連任。 1996年當選連任。 退休。 | 1993–2003 比尤特縣西南部、科盧薩縣、格倫縣、 薩克拉門託縣西北部、索拉諾縣東部、 薩特縣、蒂黑馬縣和約洛縣 |
| 道格·奧斯 (薩克拉門託)         | 共和黨 | 1999年1月3日 – 2005年1月3日   | 第106屆 第107屆 第108屆                                                                    | 1998年當選。 2000年當選連任。 2002年當選連任。 退休。 | 1993–2003 比尤特縣西南部、科盧薩縣、格倫縣、 薩克拉門託縣西北部、索拉諾縣東部、 薩特縣、蒂黑馬縣和約洛縣 |
| 道格·奧斯 (薩克拉門託)         | 共和黨 | 1999年1月3日 – 2005年1月3日   | 第106屆 第107屆 第108屆                                                                    | 1998年當選。 2000年當選連任。 2002年當選連任。 退休。 | 2003–2013 阿爾派恩縣、阿馬多爾縣和 卡拉韋拉斯縣； 薩克拉門託縣大部分郊區； 索拉諾縣北部和東部 |
| 丹·朗格倫 (舊金山)             | 共和黨 | 2005年1月3日 – 2013年1月3日   | 第109屆 第110屆 第111屆 第112屆                                                            | 2004年當選。 2006年當選連任。 2008年當選連任。 2010年當選連任。 重劃至第7國會選區並競選連任失利。 | |
| 約翰·加拉門迪 (沃爾納特格羅夫) | 民主黨 | 2013年1月3日 – 2023年1月3日   | 第113屆 第114屆 第115屆 第116屆 第117屆                                                    | 自第10國會選區重劃而成並於 2012年當選連任。 2014年當選連任。 2016年當選連任。 2018年當選連任。 2020年當選連任。 重劃至第8國會選區。 | 2013–2023 加州中北部包括戴維斯、費爾菲爾德和 尤巴城 |
| 凱文·基利 (羅斯維爾)           | 共和黨 | 2023年1月3日 – 現任           | 第118屆 第119屆                                                                            | 2022年當選。 2024年當選連任。 | 2023–現任 內華達山脈地區 包括阿爾派恩縣、因約縣、莫諾縣、 內華達縣、普萊瑟縣、 普盧默斯縣和謝拉縣全境； 埃爾多拉多縣、薩克拉門託縣和 尤巴縣部門地區                                                                      |

## 選舉結果

### 2022
| 党派 | 党派                 | 候选人      | 得票数  | 百分比 |
| ---- | -------------------- | ----------- | ------- | ------ |
|      | 共和党               | 凱文·基利   | 181,438 | 53.6   |
|      | 民主党               | 克米特·瓊斯 | 156,761 | 46.4   |
| 合计 | 合计                 | 合计        | 338,199 | 100    |
|      | 共和黨胜出（新议席） |             |         |        |

### 2024
| 党派 | 党派               | 候选人           | 得票数  | 百分比 |
| ---- | ------------------ | ---------------- | ------- | ------ |
|      | 共和党             | 凱文·基利 (時任) | 234,246 | 55.5   |
|      | 民主党             | 傑西卡·莫爾斯    | 188,067 | 44.5   |
| 合计 | 合计               | 合计             | 422,313 | 100    |
|      | 共和党保持既有席位 |                  |         |        |